# それゆけ!メッセンジャー
『それゆけ!メッセンジャー〜梅田茶屋町から幸せ届けます!』（それゆけメッセンジャー・うめだちゃやまちからしあわせとどけます）は、MBSラジオで2003年10月から毎週土曜日に放送中のトーク番組。お笑いコンビのメッセンジャー（黒田有・あいはら）がパーソナリティを務める。

## 概要
番組開始から2010年9月までのタイトルは『それゆけ!メッセンジャー〜なんばパークスから幸せ届けます!（それゆけメッセンジャー・なんばパークスからしあわせとどけます）』。MBSラジオが大阪・難波のなんばパークス内で開設していたサテライトスタジオ「パークスラジオパラダイス（通称:パラパラスタジオ）」から公開生放送を実施していた。
2010年10月からは現在のタイトルに変更。これを機に、毎日放送本社M館（大阪市北区茶屋町）内ラジオβスタジオからの生放送へ移行した。2015年度には、在阪ラジオ局制作のレギュラー番組から唯一、第53回ギャラクシー賞・ラジオ部門の奨励賞に選ばれている。
しかし、黒田・あいはらとも多忙で土曜日の生放送への出演が困難になったため、2016年4月9日放送分からは放送前日（金曜日）に収録する方式に変更。番組開始以来、アシスタントは六車奈々が1人で務めて来たが毎日放送の女性アナウンサーとの週替わり担当制に変更した。2017年4月1日放送分からは六車の産前産後休暇（2015年）期間中にアシスタント代理を務めた川岸ゆかが週替わりアシスタントとして、レギュラー陣へ正式に加わった。2020年12月12日放送分からは梅山茜がアシスタントに加わる。2024年6月29日放送分からは藤岡理佐がアシスタントに加わる。

## 出演者

### 現在
パーソナリティ
- メッセンジャー（黒田有・あいはら）

アシスタント
武川、梅山、川岸、藤岡が週替わりで担当。第5土曜放送分は不定期。
- 川岸ゆか（2015年8月 - 12月、2017年4月1日 - ）
  - 六車の産前産後休暇中に、アシスタント代理を務めた。六車復帰後の2016年10月に、自身も第1子を出産。同年末からタレント活動を再開すると、不定期のゲスト出演を経て、2017年4月1日放送分から正式にアシスタントへ起用された。
- 武川智美（毎日放送アナウンサー、2016年4月23日 - ）
- 梅山茜（2020年12月12日 - ）
- 藤岡理佐（2024年6月29日 - ）

### 過去
- 六車奈々（2003年10月 - 2020年3月7日）
  - 番組開始から2016年4月2日放送分までは、基本として毎週出演。2015年には、8月から12月まで、第1子の出産に伴う産前産後休暇で休演していた。アシスタントの担当期間は延べ16年間で、アミューズへの所属を機に活動や生活の拠点を東京へ移した2006年1月以降も、当番組へ出演するたびに大阪のスタジオへ通っていた。
- 玉巻映美（毎日放送アナウンサー、2016年4月9日 - 2017年9月30日）
  - 週替わりアシスタントの1人として、六車・川岸・武川と交互に出演。テレビでは、2016年1月14日から『メッセンジャーの○○は大丈夫なのか?』のアシスタントを担当。4月2日からは、当番組と放送時間が重なる生放送番組の『せやねん!』で、パネリスト・コーナーキャスター・リポーターの三役を務めている。当番組の収録時間と重なる『ちちんぷいぷい』（松川が月・火曜日のアシスタントを務めるMBSテレビ平日の生放送番組）の金曜日で、2017年10月6日から毎週アシスタントを務めることが決まったため降板。
- 松川浩子（同上、2017年10月 - 2020年2月29日）
  - 後輩のアナウンサーでもある玉巻に代わって、週替わりでアシスタントを担当。

## 放送作家
- はっさん（ハスミマサオ）　メッセンジャーと大阪NSC 10期生で同期の構成作家。元プラスチックゴーゴー。

## コーナー紹介
- 今週のそれゆけ目線
  - 今週、様々なメディアで取り上げられた話題について、黒田が喋りまくるコーナー。開始当初のタイトルは「今週のおばちゃん目線」。当コーナーは放送後、翌週火曜日にネット配信されている。
  - 後述する黒田暴行事件を機に「今週のそれゆけ目線」にタイトルを変更。黒田、あいはら、週替わりアシスタントがセレクトした記事について喋る。
- すみません。あいはらですが背中を押させていただけませんか。神様ありがとう。
  - 「悩み相談に乗りたい」と言う、あいはらに背中を押させてあげるコーナー。放送時間帯が夕方だった時はスポーツニッポンが提供スポンサーに付いていたが昼間に移動してからはスポンサーがしばらく付かず、「（新）スポンサー様には土下座しにいく」とあいはらが言っていた。その後はあかひげ薬局がスポンサーに付き、読まれた人にはあいはら直筆の色紙（悩みに対する答えが書いてある）と一緒にあかひげ薬局の製品が贈られる（製品の名前を言う際、まるむし商店 東村のギャグがジングルとして挟み込まれる）。
  - このコーナーで読まれた人の返事が翌週に届いてない。または届いた返事に「聴き逃した」旨が書いてあった場合はメッセンジャーの機嫌が露骨に悪くなる。
  - 六車が担当する週は必ず採用された人へのメッセージを六車が一人で10枚以上の千社札に手書きするように命じられるのが恒例になっていた。
  - 六車の卒業後は川岸 → 川柳、武川アナ → 番組特製ステッカーにイラスト等、梅山 → 直筆メッセージ付き千社札、藤岡 → 番組特製ステッカーにサインという具合に引き継がれた。
- 今週のテーマトークのコーナー
  - 番組宛にリスナーから投稿されたメッセージテーマのメールを読み上げる。
  - テーマは「がんばった甲斐なかった。」「人の金やと思って!」「これが結婚生活の現実だ。」「二度と行くかこんな店」「もう、後がないんです」など他の番組では扱いづらい、ややネガティブなテーマが多い。
  - 採用・ボツに係わらず、テーマトークに投稿された中から抽選で3人＋採用された中で最も盛り上がったメッセージの投稿者には現金3000円（「スペシャルウォー」（聴取率週間の事）では5000円や1万円に増額される）が贈られる。

## 終了したコーナー
- 六車奈々の東京シンデレラストーリー（ただし、メッセンジャーの二人は、「六車奈々の東京落ち武者物語」と呼んでいる）　→　おのろけ馬鹿熟女（六車が結婚した為）
  - 東京に引っ越した六車奈々が東京での今週の出来事を喋るコーナー。当初はメッセンジャーがコーナー名を「落ち武者」と呼称するのを六車が「シンデレラストーリーです」と都度訂正していたが六車は後に「落ち武者！」と喜々としてタイトルコールしていた。
- それゆけ！ご当地麺類 調査隊
  - なんばパークス7階にある「浪花麺だらけ2」が薦める美味しいご当地麺を、週代わりで登場するbeseよしもとメンバーがリポーターとなって紹介するコーナー。

## 番組内での出来事やエピソード
- 土曜日のお昼時という、比較的ファミリーリスナーも多い時間の放送であるにもかかわらず、男女の仲や下半身に関する話題で暴走する事も多く時々リスナーから抗議を受ける場合もあるが、それすらも番組の持ち味にしている。
- あいはらの地元・大阪府岸和田市で毎年9月に開かれる岸和田だんじり祭の宵宮・本宮が当番組の生放送と重なった場合には、あいはらが電話でのみ出演。スタジオでは、以下のように代役を立てることで対応していた。あいはらを含む岸和田市の住民・出身者の間で、「だんじり祭りは仕事よりも大事な行事」という認識が強く成り立っていることによる。ただし、2016年4月からは金曜日に収録するようになったため、出演への支障が一切なくなった。
  - 2006年9月16日：宇治原史規（ロザン）
  - 2007年9月15日：てつじ（シャンプーハット）[2]
  - 2008年9月20日：月亭八光[3]
  - 2009年9月19日：てつじ
  - 2010年9月18日：菅広文（ロザン）
  - 2011年9月17日：てつじ
  - 2012年9月15日：津田篤宏（ダイアン）
- 2007年12月22日で放送200回を迎えたが、その中でこれまで六車に浴びせられたメッセンジャー両名による暴言の数々が披露された。なお一番初めに六車に対して暴言を吐いたのは黒田であり、その時六車本人は「返事も出来ないほどムカついた」そうだが、すっかり打たれ強くなった今となっては、過去の暴言を振り返ったメッセンジャーの両名から「よくやってられるな、すごい女や」と感心された。これ以降、年末または翌年始に1年間の総決算として、六車への新たな暴言がまとめて紹介されるようになっている。
- 2008年2月23日の放送では、当時解散が報道されたちゃらんぽらんの冨好真が電話で生出演、解散に至るまでの経緯を語った。新聞等のメディアでは、相方・大西浩仁からの経緯説明がほとんどで、冨好側から語られたのはこの時が初めてだった。
- 2006年10月のビデオリサーチによる関西圏聴取率調査では、同時間帯で首位に立った。このことは番組内でも発表され、一番多い聴取者層は60代であることも明かされた。その後も聴取率は良好で、2008年12月調査ではFM局も含む全局全番組中第4位の聴取率（同じMBSラジオの「こんちわコンちゃんお昼ですょ!」と同率の4位）となったことが番組内で発表された。この調査では一番多い聴取者層は男性は10代・20代、女性は20代・30代であることも明かされた。2009年6月調査でもFM局も含む全局全番組中第4位の聴取率だったと番組内で発表。
- 2009年12月26日の放送は、放送当日の未明に黒田が暴行事件で逮捕されたことにより、あいはらと六車の2人だけで番組を進行し[2]、冒頭であいはらが不祥事の謝罪をした。なお、黒田は2010年4月17日から3ヶ月ぶりに当番組に復帰し、黒田は冒頭で開口一番「ご迷惑をおかけしました。」と語った。
- 2015年5月2日の放送の前日に黒田の母親が亡くなり、あいはらと六車、シャンプーハットのてつじの3人で進行した。なお黒田自身は「（スタジオに）来たかった」と言うも周囲からは休むよう言われたという。
- 2015年5月9日の放送では黒田から母親の死去について当時の状況が話された。当初こそシリアスな始まりだったが、当番組らしくキッチリとオチを付けて終えている。
- 番組編成の都合による短縮放送は拒否という方針のようで、第95回記念選抜高等学校野球大会決勝戦中継が当初の予定より1日延びた2023年4月1日は、放送を休止しYouTube配信のみとなった（他曜日では12:00開始となる高校野球中継を11:30より放送）。

## 放送時間の変遷
- 開始〜2006年3月18日：15:30 - 17:00
- 2006年4月8日 - 2007年3月頃　11:30 - 12:55
- 土曜日の阪神戦がデーゲームが多くなり、そのラジオ中継の影響を受けないようにするために、この番組の前に放送されていた『西靖&桜井一枝のわくわく土曜リクエスト』と放送枠を入れ替えた。
- 2007年3月頃 - 4月：11:30 - 13:00
  - 12:55 - 13:00に放送されていた「テレマートラジオショッピング」が、テレマートの不祥事に伴い（MBSラジオにあった全ての放送枠が）終了したことに伴う拡大。
- 2007年5月 - 2008年9月：11:30 - 12:55
  - 12:55 - 13:00に『成功の鍵』の放送を開始したことに伴う縮小。
- 2008年10月4日 - 2016年4月2日：11:30 - 13:00
  - 『成功の鍵』」の終了に伴う拡大。
- 2016年4月9日 - ：11:30 - 12:55
  - 収録放送への移行に合わせて、12:55 - 13:00に『MBSニュース』『MBS交通情報』『お天気のお知らせ』をセットで編成したことに伴う縮小。2016年リオデジャネイロオリンピック期間中には、『リオデジャネイロオリンピックリポート』（文化放送が幹事局として制作を担当した事前収録による民放ラジオ統一番組）の放送枠を12:50 - 12:55に確保した関係で、当番組の放送終了時間を12:50にまで繰り上げていた。

## 受賞歴
- 第53回ギャラクシー賞:ラジオ部門奨励賞（放送批評懇談会、2015年度）[1]